# John Byfield
John Byfield (1788-1841) est un graveur sur bois britannique.

## Biographie
Né en Angleterre de Susanna Elliott et James Byfield (mort en 1813), sculpteur sur bois et doreur installé à Soho, John Byfield est l'aîné de six enfants. John et ses deux sœurs, Mary Byfield senior (1795-1871) et Ebenezer Byfield (1790-1817) apprennent l'art de la gravure sur bois, sans doute initiés par leurs parents. 
John Byfield est connu pour ses illustrations destinées au Terrific Register, un magazine contenant des histoires de crimes parmi les plus sordides, et qui furent rassemblées en deux tomes, contenant une centaine de vignettes macabres (Londres, Sherwood, Jones & Co., 1825). Cette publication, située entre The Newgate Calendar et les « penny dreadfuls », eut une influence certaine sur le jeune Charles Dickens,.
Il travailla avec ses deux sœurs sur certains ouvrages,.
Il est également l'auteur d'images satiriques et humoristiques destinées entre autres au Saturday Magazine, d'interprétations de motifs attribués à Hans Holbein le Jeune (The Dance of Death, Icones Veteris Testamenti, 1830-1833) et de vignettes pour des ouvrages.

## Ouvrages illustrés

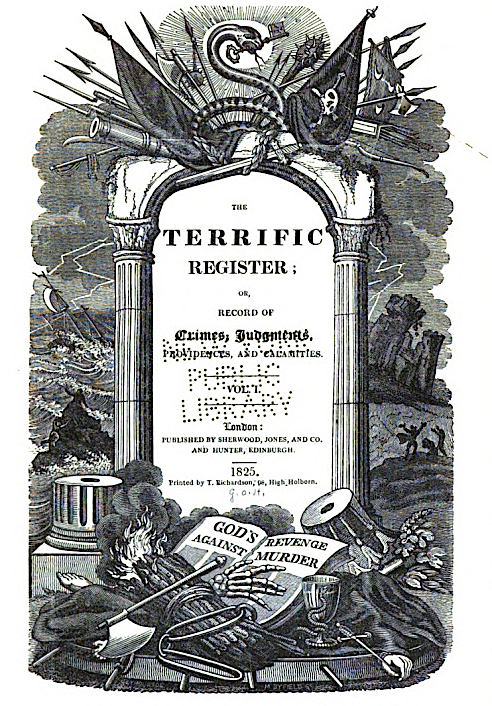
Frontispice au Terrific Register (1825).

- Thomas Frognall Dibdin, Bibliotheca Spenciana, avec Mary Byfield, 1814, 4 volumes.
- Thomas Frognall Dibdin, Bibliographical Decameron, avec Mary Byfield, 1817.
- Edward Wedlake Brayley, The history and antiquities of the abbey church of St. Peter, Westminster, Londres, J.P. Neale, 1818-1823.
- Robert John Thornton (éd.),  The Pastorals of Virgil, with a Course of English Reading[7], 2 vol., avec M. Byfield, d'après William Blake, Londres, F. C. & J. Rivington, 1821.
- William Savage, Practical hints on decorative printing : with illustrations engraved on wood, and printed in colours at the type press, Londres, Longman & Co., 1822.
- The works of Shakespeare: from the text of Johnson, Steevens, and Reed, gravures d'après Robert Seymour, Londres, Sherwood & Co., vers 1825.
- The London stage: a collection of the most reputed tragedies, comedies, operas, melo-dramas, farces and interludes, Londres, Sherwood, Jones & Co., 1827.
- Brighton!!: a comic sketch, gravures d'après les illustrations de Isaac Robert Cruikshank (en), Londres, William Kidd, 1830.
- Icones veteris testamenti, avec Mary Byfield, 1830.
- The Devil's visit : a poem from the original manuscript, gravures d'après  Isaac Robert Cruikshank, Londres, William Kidd, 1830.
- Francis Douce, Hans Holbein: The Dance of Death, avec George Wilmot Bonner (en) et Mary Byfield, Londres, William Pickering, 1833.
- J. Wight, Sunday in London, gravures d'après George Cruikshank, Londres, Effingham Wilson, 1833.
- Thomas Frognall Dibdin, Reminiscences of a Literary Life, avec Mary Byfield, 1836.
- Thomas Gray, Elegy written in a country church-yard, gravures d'après John Constable, Londres, John Van Voorst, 1839.